# رون أدير
رون أدير (بالإنجليزية: Ron Adair)‏ (1931 في أيرلندا الشمالية - ) هو لاعب كرة قدم أسترالي في مركز الدفاع. شارك مع منتخب أستراليا لكرة القدم. أما مع النوادي، فقد لعب مع نادي برث.